# Darkhorse
Darkhorse es el segundo álbum de la banda Crazy Town, Fue publicado en 12 de noviembre de 2002 en Columbia Records.
El álbum alcanzó el puesto N º 120 en la Billboard 200 y N º 164 en el Reino Unido. Fue puesto en libertad sin ninguna gira o promoción, Crazy Town simplemente flotaba su segundo álbum en las tiendas. Se vendieron menos de 13.000 unidades en su primera semana.
Crazy Town dijo que no nos decepcionó personalmente que el álbum no se vendió tan bien como su pasado, The Gift of Game teniendo en cuenta que se mueve la banda en una nueva dirección, lejos del éxito pop que logró con su número de una canción Butterfly. Crazy Town rompió varios meses después del lanzamiento del álbum, citando entre otras cosas, la presión de su compañía discográfica para una "Butterfly" de seguimiento.
El segundo y último sencillo «Hurt You So Bad» aparece Rivers Cuomo de Weezer haciendo el solo de guitarra.
A partir de 2009, Darkhorse ha vendido 22 000 copias en los EE. UU. y 25 000 copias en todo el mundo.

## Listado de canciones
1. "Decorated – 3:09
2. "Hurt So You Bad" – 3:47
3. "Drowning" – 3:22
4. "Change" – 3:47
5. "Candy Coated" – 4:25
6. "Waste of My Time" – 2:57
7. "Sorry" – 4:18
8. "Battle Cry" es una canción de nu metal – 2:50
9. "Take It to the Brigde" es una canción de nu metal – 3:19
10. "Skulls & Stars" – 4:27
11. "Beautiful" - 3:17
12. "You're The One (Bonus Track)" – 3:31
13. "Them Days (Bonus Track)" – 3:11

- Datos: Q902115